# 永定里 (天津市)
永定里始建于1937年，坐落于当时的天津英租界的伦敦道（London Road）与福发道（Forfar Road）交口（今和平区成都道与岳阳道之间），目前为一般保护等级历史风貌建筑。

## 历史
永定里建于1937年，当时由中国工程司阎子亨建筑师设计，四行储蓄会天津分会经理胡仲文投资建设并以永定河名命名为“永定里”，当时多为银行职员居住，胡仲文也居住于此。

## 建筑风格
永定里位于和平区成都道与岳阳道之间，靠近桂林路，该建筑群是由七幢混合结构三层平顶联排公寓形成的建筑组团，占地面积为5500平方米，总建筑面积为8800平方米。每栋建筑均由独户单元联排组成，每个单元前后设有小院，建筑内部房间按照现代生活方式布局，暖卫设施齐全，并设有木楼梯、木地板。建筑外立面为硫缸砖清水墙面，局部装饰有混水抹灰，建筑二层外部设有露台。永定里是一处具有典型的现代建筑特征的建筑群。

## 建筑图片

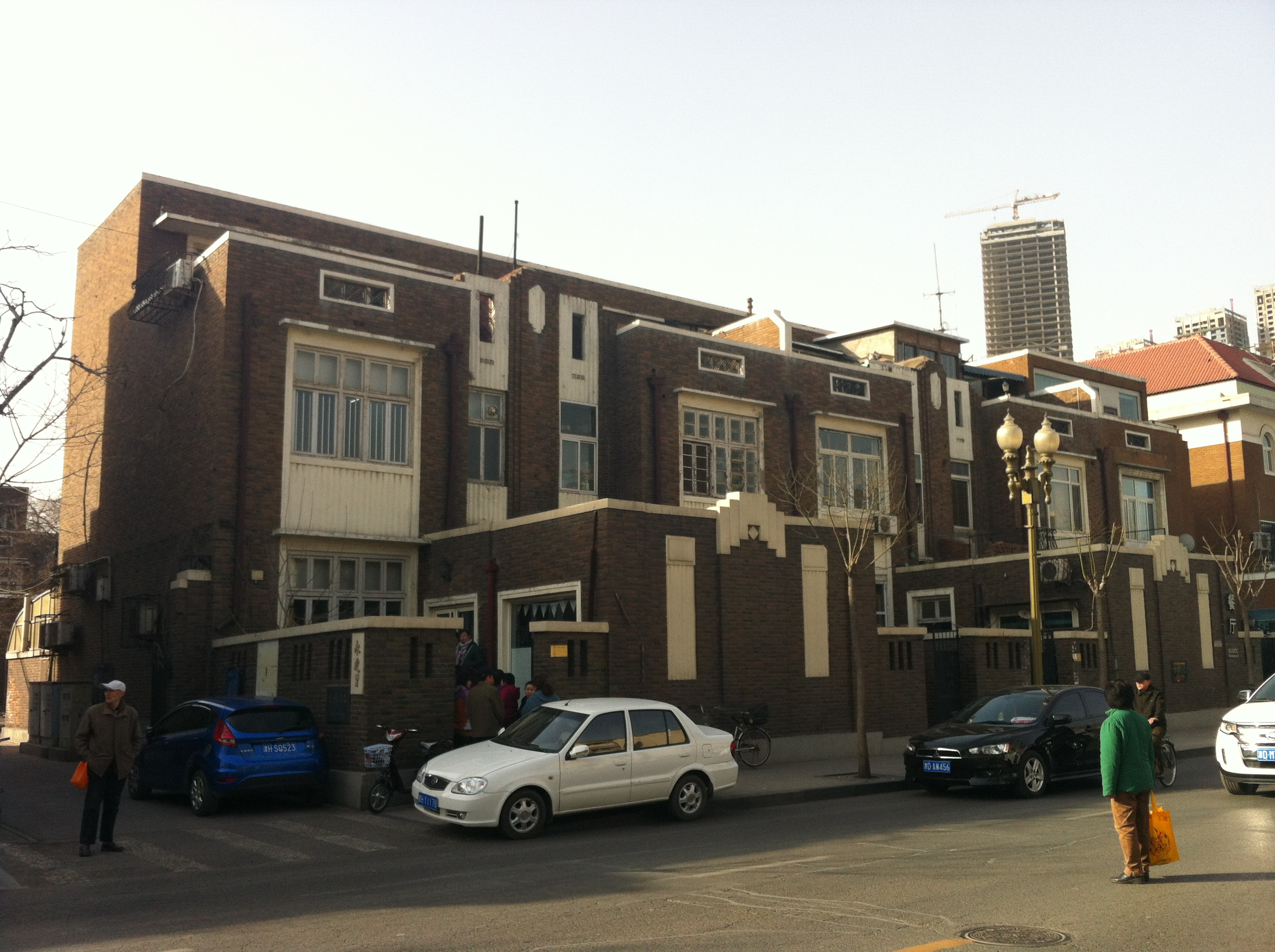
成都道86-92号
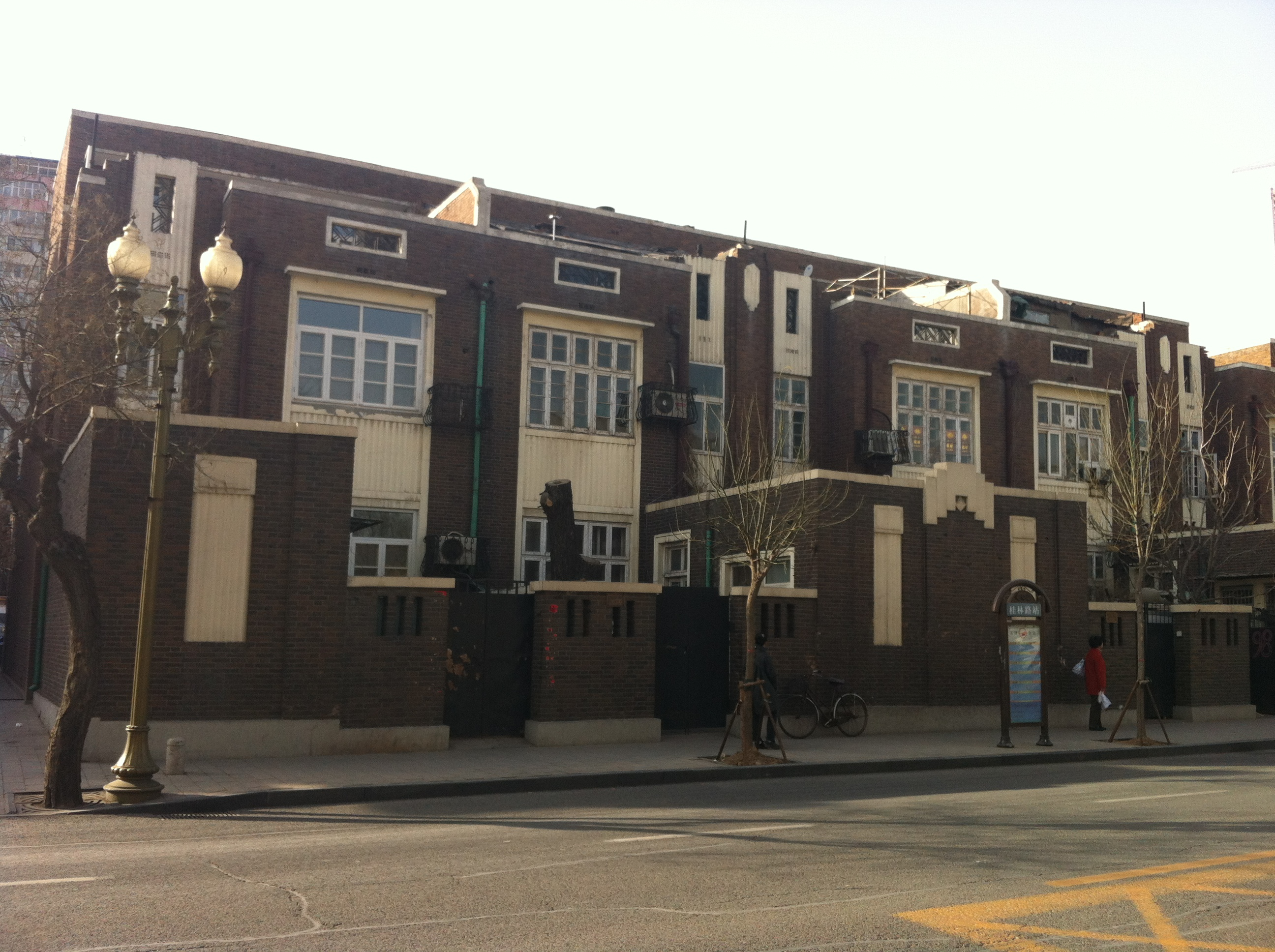
成都道94-104号朱宪彝旧居
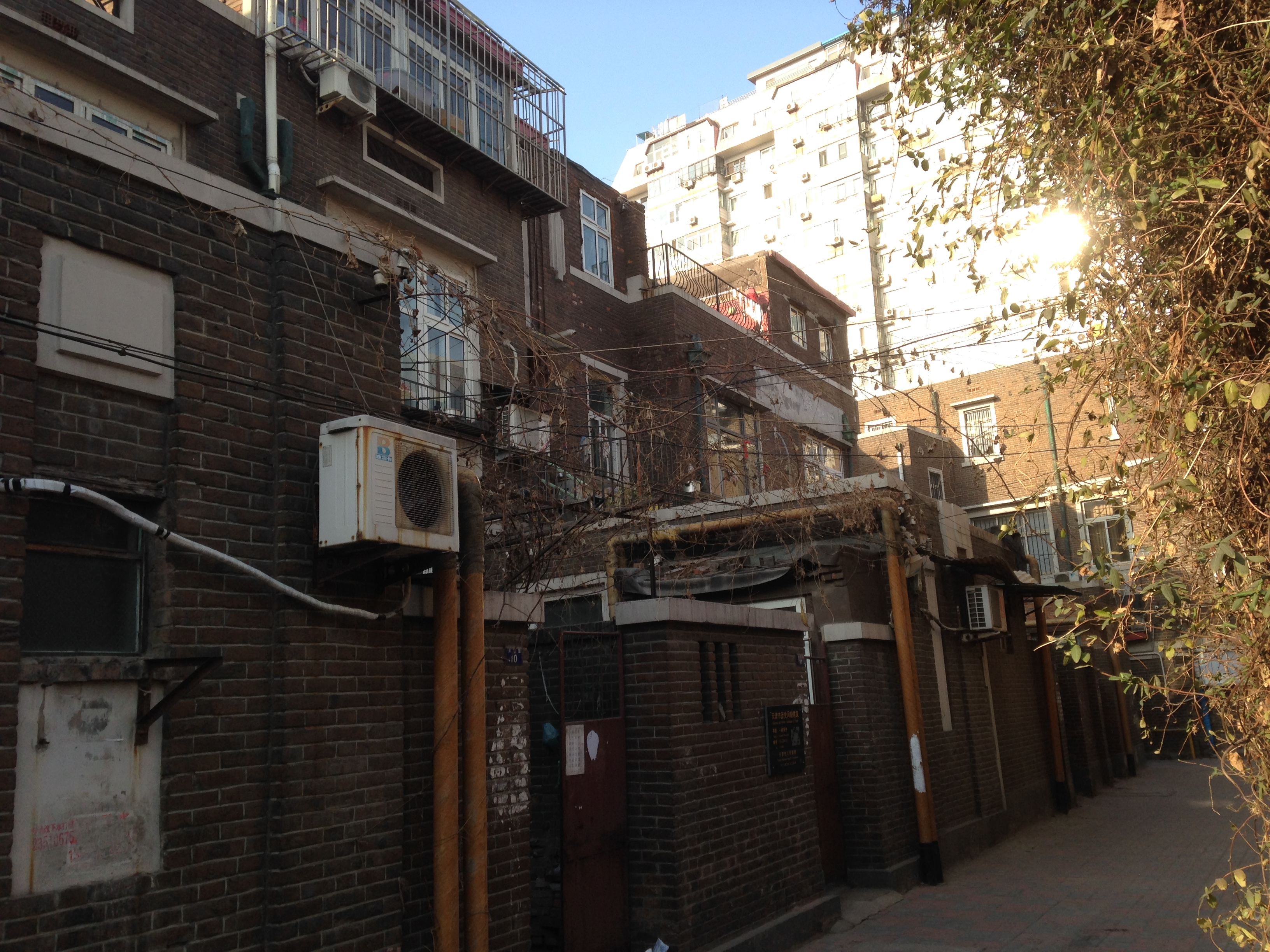
岳阳道永定里10、11、12、13号
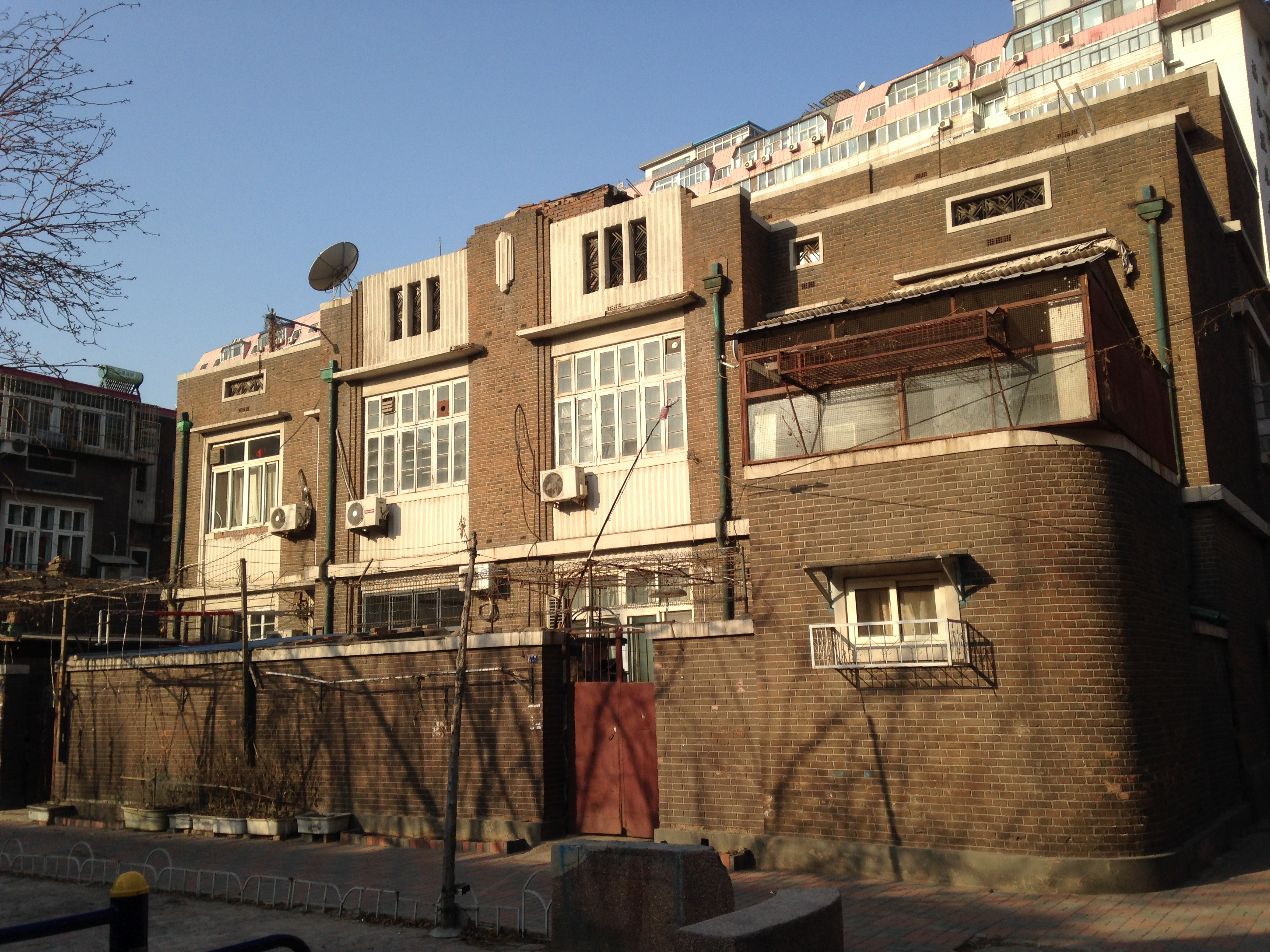
岳阳道永定里14、15号
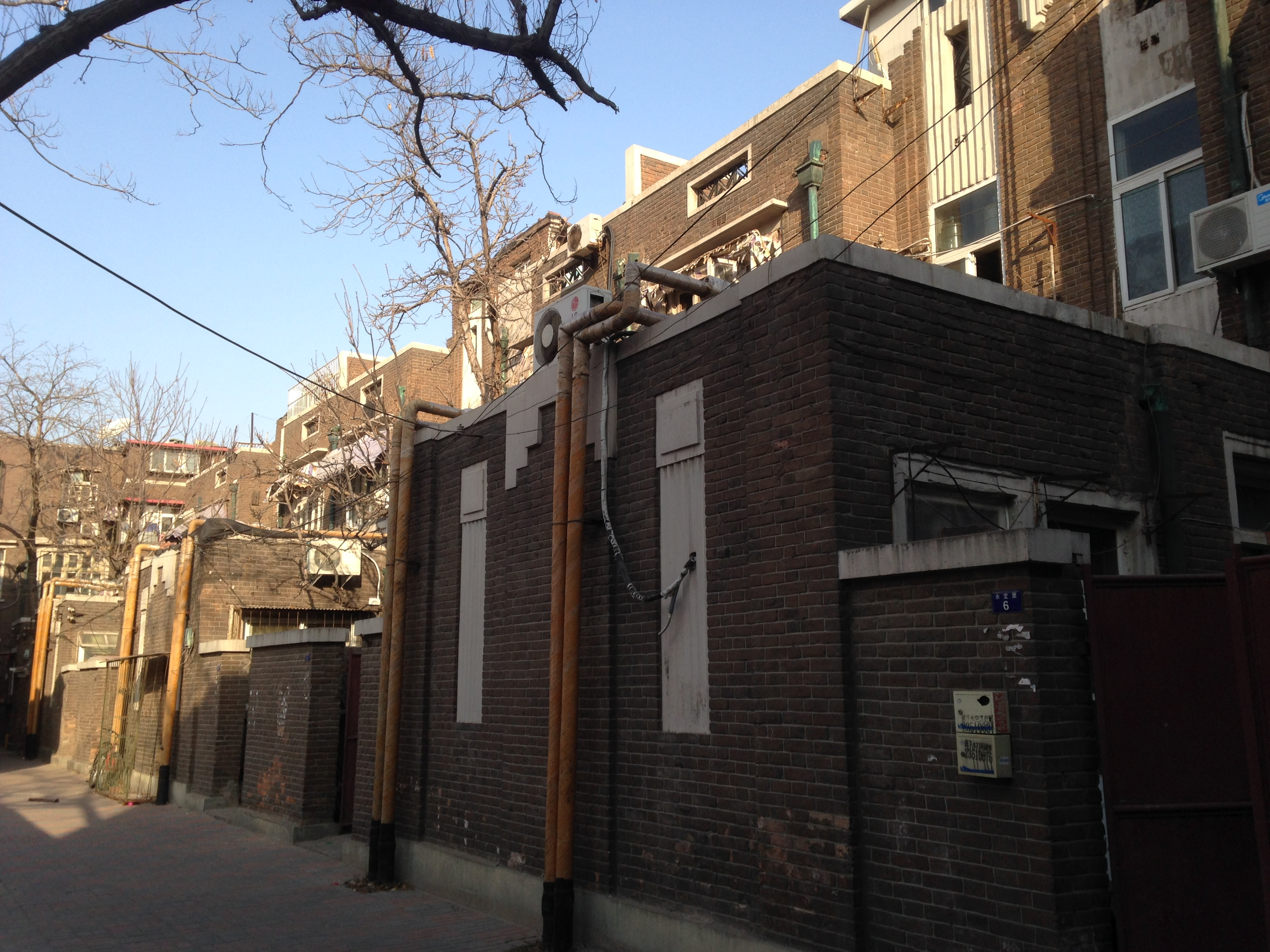
岳阳道永定里1、2、3、4、5、6号
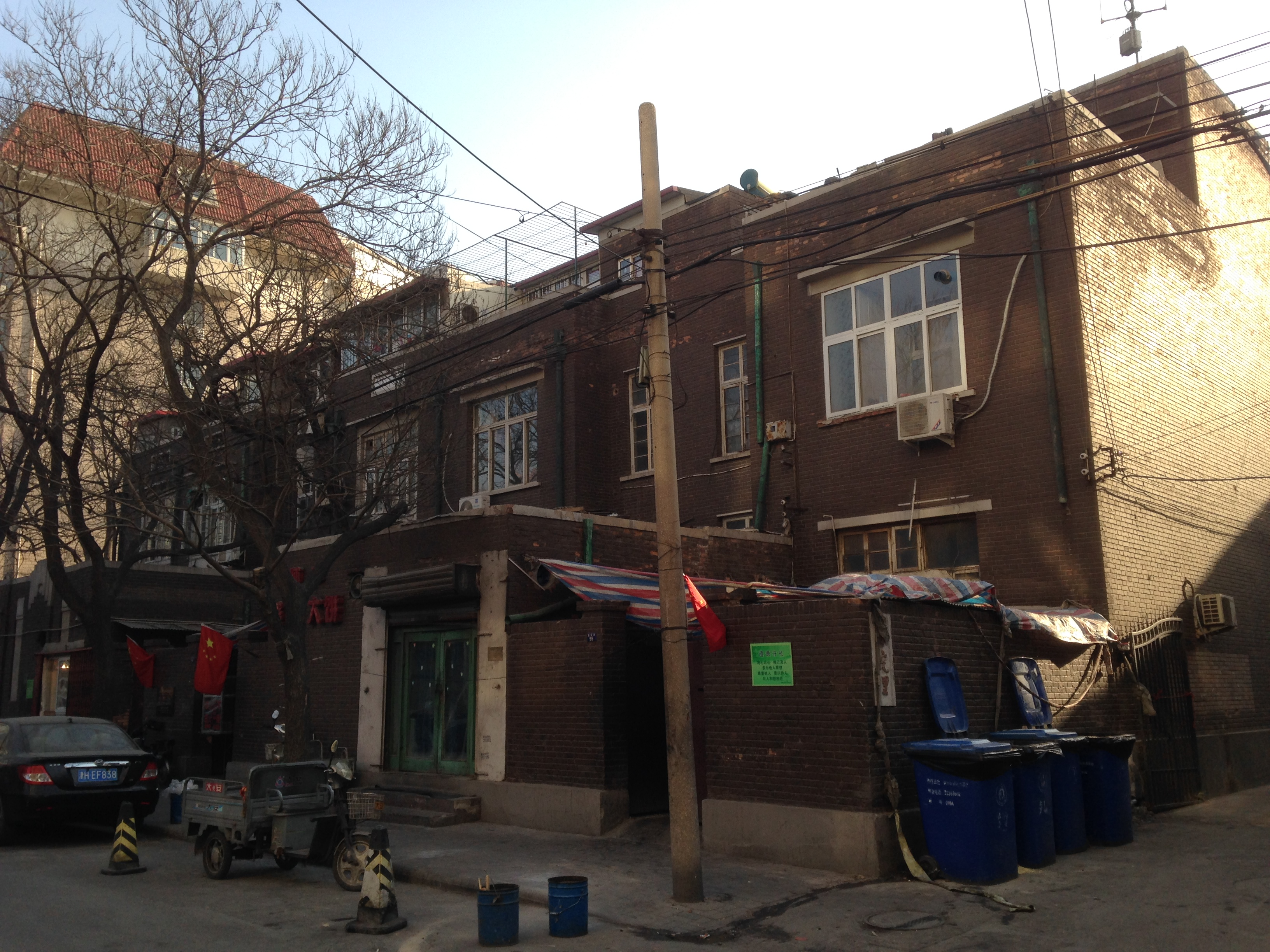
岳阳道47-55号
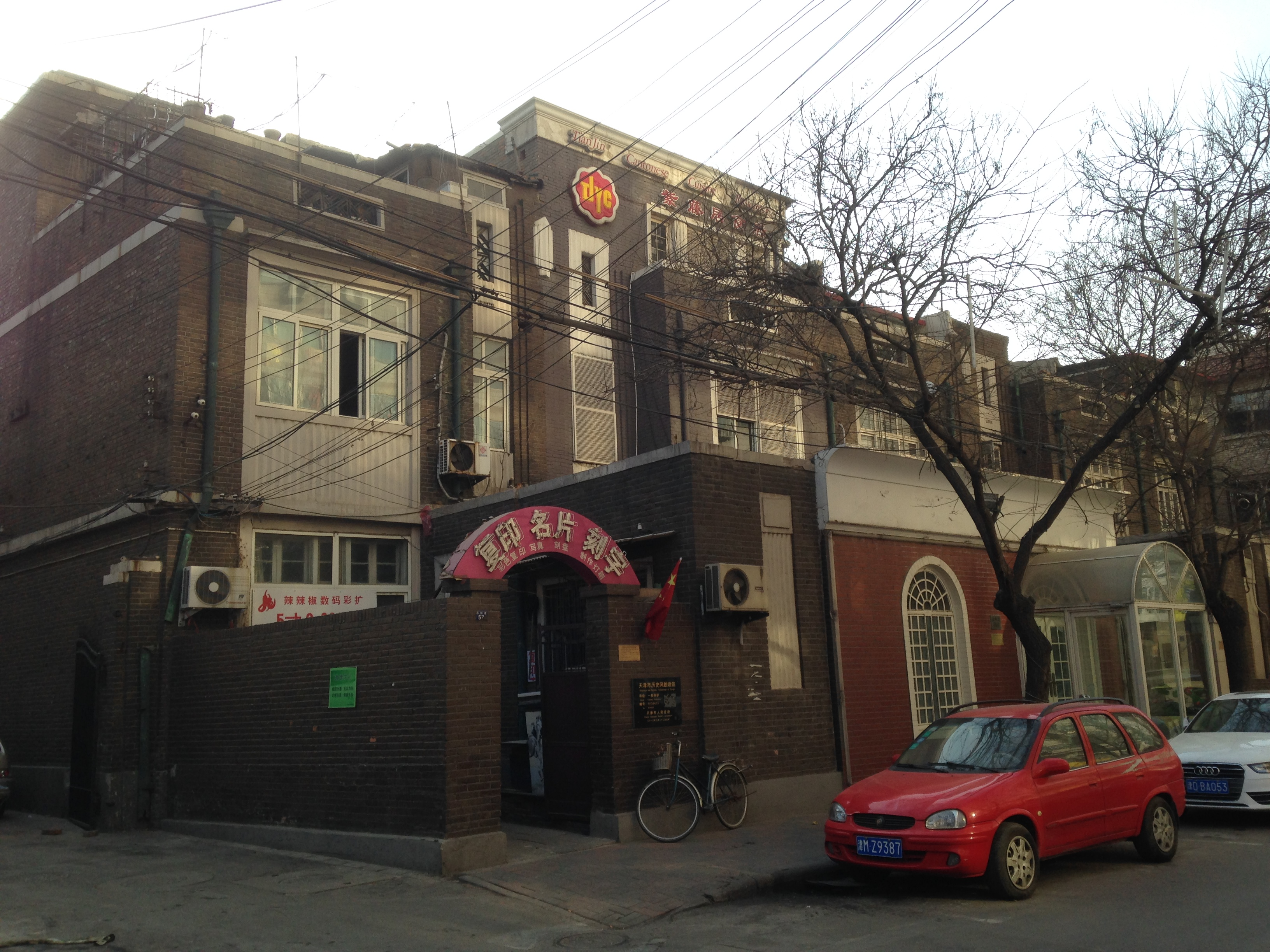
岳阳道57-65号

## 内部链接
- 朱宪彝旧居